# Манојло I Комнин
Манојло I Комнин  (грч. Μανουήλ Α΄ Κομνηνός; 28. новембар 1118 — 24. септембар 1180) био је византијски цар (1143—1180) из династије Комнин. Током своје владавине је покушао да попут Јустинијана освоји подручје некадашњег Западног римског царства и да обнови римску империју. Са тим циљем је извршио инвазију на јужни део данашње Италије, сарађивао са Папском државом и крсташима са којима је заједнички напао фатимидски Египат. На Балканском полуострву успео је да потисне Мађаре и помери северне границе Царства на Дунав и Драву. Такође је потчинио све српске области са њиховим локалним владарима. Са циљем јачања одбране северних граница обновио је и проширио Београдску тврђаву и додао јој кастел у облику делтоида. Активно је учествовао у династичким превирањима великих жупана у Рашкој, у којој је на крају поставио на власт Тихомира да би после нових преврата признао Стефана Немању (1166. или 1168–1196) за великог жупана Рашке, када му се он обавезао на вазалство. Пред крај своје владавине доживео је тежак пораз од снага Иконијског султаната Турака Селџука у бици код Мириокефалона 1176, која се по свом значају и исходу често пореди са битком код Манцикерта (1071) у којој је поражен византијски цар Роман IV Диоген (1068–1071). После Манојлове смрти наследио га је син Алексије (1180—1183), али су убрзо Византију захватиле унутрашње борбе које су на крају довеле до уплитања крсташа и првог пада Цариграда и слома Византије 1204. године.

## Порекло и титула севастократора
Манојло је рођен 28. новембра 1118. године, као четврто дете византијског цара Јована II Комнина и његове супруге угарске принцезе Ирине Арпад. Рођен је за време владавине свог оца, пошто је Јованов отац, а Манојлов деда, исто цар Византије, умро 15. августа исте те године. Због рођења за време очеве владавине, он је, као и његов отац (рођен је за 1087. године, а његов отац је почео владати 1081. године) био Порфирогенит.
Манојло је као и остала његова браћа добио титулу севастократора. Потом се прославио у војевању по Анадолији (1139—1141), потукавши неке турске војске и ратујући против јерменског краљевства Киликије. Његов отац је био импресиониран Манојловим способностима.

## Долазак на престо
Године 1143. византијски цар Јован Комнин био је смртоносно рањен у Киликији. Стога он је скупио неку врсту ратног савета, како би усменим тестаментом одредио наследника. Јован је за наследника на престолу, 5. априла, изабрао Манојла, иако је био жив Манојлов старији брат, а Јованов син Исак. Јован умире 8. априла, а Манојло остаје у Киликији месец дана да би се извршио погреб његовог оца. Манојло је за то време послао очеву десну руку Јована Акуча у Цариград да пошаље Исака у манастир Пантократор и да да 2 сребрна цента Аја Софији.
У међувремену моћни Јован Руђер, цезар и супруг Манојлове старије сестре Марије, сковао је заверу да преузме престо; али није успео то да уради, пошто се већ у јулу Манојло налазио под Цариградом, обећавајући да ће дати сваком по 2 златника, ако буде на његовој страни. Манојлов брат, Исак, као и Манојлов стриц, Исак су пуштени из заробљеништва и Манојло се помирио са њима. Потом од за цариградског патријарха поставља Михајла II Куркуаса, који га је крунисао у августу или у новембру исте године.
Манојло потом почиње да поставља нове службенике у Царству. Јована Акуча је оставио на месту команданта војске, али Јована Поуцеа, као свог човека од поверења, именовао за прокуратора јавних пореза, а Јован Хагиотеодоритес је именован за канцелара. Од свих ових функционера најуспешнији је био Поуце, који је био неподмитљив, међутим он није дозвољавао да се новац троши на морнарицу, него га је штедео у царској ризници. Држава је тако постала зависна од млетачке, ђеновљанске и пизанске флоте.

## Манојлове особине
Већина историчара, који су писали о Манојлу, његовом добу или историји Византије, су описали Манојла. Овде су дати неки описи.
Француски византолог Шарл Дил је Манојла описао овако: Манојло је био паметан, љубазан, племенит, он је био у исти мах и византијски василеус, учен, образован, чак и богослов, и витез са Запада. Необично храбар, он је више него икоји други византијски владалац имао наклоности према западним обичајима, и Латини, којима је био умногоме сличан, дивили су му се више него ма ком другом цару. Веома одан раскоши и уживањима, он је испунио XII век блеском својих пустоловина. Велики политичар такође и врло славољубив, он је на целу Европу свога доба проширио своје често претеране и неостварљиве освајачке намере. Али иако је монархију, услед одвећ великог напора који је од ње захтевао, исцрпео и довео до пропасти, он ипак остаје, захваљујући величанственом замаху својих тежњи и своме истрајном напору да их оствари, последњи можда од великих владалаца који су седели на царском престолу.
Српски историчар Владимир Ћоровић га је описао овако: То је последњи велики, прави цар Византије; леп, даровит, физички ванредно развијен, подузетан у великим плановима и смео у подвизима. "Манојло је био идеал једног витеза по франачком схватању" каже лепо Хајнрих Гелцер. Његова је снага, истина, била више физичка него интелектуална, али је импоновала, и дала Византији углед какав више никад није имала, наслањајући се на тековине два његова велика романска претходника.
Руски историчар Георгије Острогорски га је описао овако: Манојло се показао као сјајан и вишеструко надарен владар. Био је рођени војсковођа и храбар ратник који није избегавао опасност, а пре свега је био сјајан дипломата и државник са великим и одважним идејама. Био је прави Византинац, прожет идејом универзалне царске власти и опседнут страшћу према теолошким дискусијама. Истовремено је, међутим читавим својим бићем био витез западнога стила и утолико је у византијској историји представљао нови тип владара. На њему се може јасно разабрати како се дубоко на византијски свет одразио додир са крсташима. Манојло је обожавао западне обичаје и неговао их је на свом двору. И његова су два брака са западним принцезама допринела томе да је византијска царска резиденција добила ново лице. У комнинској палати завладала је атмосфера ведрине и животне радости. То више није била она величанствена раскош оријенталног стила која је окруживала византијске цареве у великој палати на Златном рогу, већ лака, витешка елеганција западног стила. Одржавали су се витешки турнири у којима је суделовао сам цар - за Византинце не обичан и стран спектакл. Странци са запада све су јаче овладавали сценом и заузимали високе положаје у Царству на трајно незадовољство Грка.

## Владавина
Манојло, као и његова два претходника беше, међутим, озбиљно настојао да царској власти поврати моћ, а монархији благостање. Он је учинио велики напор да преустроји војску, нарочито уводећи у њу знатан број најамника од којих су многи дошли са Запада; с друге стране су, не без извесне несмотрености, занемарио морнарицу, ослањајући се више него што је било разумно, да би осигурао своју превласт на морима, на савез са Млецима и потпору његових лађа; укупно узевши, међутим, он је умео да створи опасну војничку снагу, способну у исти мах и да брани обновљено царство и да подржава учвршћену царску моћ.
Византијски историчари оцртавају жалосну слику сиромашења царства за време Манојлове владавине. Ипак је Византија за посматраче са Запада још представљала необично богату земљу. Западни путописци говоре о огромним приходима царске благајне, како оно добија 20 хиљада златника само од Цариграда, о величанственим зградама, раскошним оделима и обиљу животних намирница. Све то вероватно много више говори о сиромаштву Запада него о богатству Византије.
Манојлова владавина скупо стајала услед расхода које су изазвали ратови, дипломатија и владарева наклоност према раскошном животу, ипак је, у XII веку, грчко царство било богато, а његово трговачко благостање стварно, упркос грешкама економске политике која је допустила да на источним тржиштима странци неосетно истину Грке, упркос све већој похлепности италијанских трговачких градова који су, све више и више, исисавали царство у своју корист и смештали се у њему као у освојеној земљи.
Довољно је, да би се видело колики је високи ступањ духовне културе достигла Византија за време Манојлове владавине, навести имена писаца као што су Ана Комнина или Никифор Вријеније, Никита Акоминат или Еветатије Солунски. Тада је извршен прави препорођај класичног духа и традиције, а цареви су приписивали себи у заслугу штићење књижевника и научника, као и богослова и беседника чије су речите проповеди биле украс свих свечаних обреда, и дворских песника као Теодора Продрома чије се одушевљење расипало у пригодним саставима често занимљивим и духовитим. Уметност се исто тако величанствено развијала по угледу на уметност из претходног века, и њен утицај, простирући се из дубина Истока до крајњих граница Запада, чинио је од Византије васпитачицу света и краљицу просвећених народа.
У латинским државама у Сирији, као и у Млецима и норманској Сицилији, цркве и палате биле су грађене и украшаване по византијском обичају. Грчки уметници израђивали су мозаике у Витлејему и Торчелу, као и мозаике кубета у Цефалуу и Марторани или у Палатинској капели у Палерму; и данас још споменик који даје најтачнију слику о сјају Византије у то доба јесте црква Св. Марка у Млецима са својих пет кубета, богатством израђевина у мрамору и злату, блистањем мозаика и пурпурним и златним одблесцима којима је сва обасјана. Сама романска уметност узајмљивала је од Византије извесне црте њеног грађевинарства и много мотива њеног начина украшавања. Својим богатством, лепотом својих споменика, раскошју својих палата, светињама по својим црквама, Цариград је изазивао дивљење целог света, и сви они који су га похађали враћали су се засењени. "То је понос Грчке, каже Ед де Деј; његово богатство је на гласу, а он је богатији од свога гласа." "Нема, пише Венијамин из Туделе, осим Багдада, на целом свету града који би се могао сравнити са њим." Говорило се, према писању Роберта де Клари, да су "два дела целокупног светског иметка у Цариграду, а трећи део је расејан широм целог света". Византијска престоница, према једном згодном изразу, била је "Париз средњега века". Она је била, према речима Вилардуена, "најбогатији град на свету", варош "која је владарка над свима осталима". Погубно благостање, које је истовремено са дивљењем изазивало и похлепу и скупо стало монархију када је слабост царства била постала очигледна.
Наравно, Манојлове склоности утицале су и на његову политику. Његов га је ватрени темперамент терао на ризике које је његов отац у својој мудрој разборитости избегавао. Али неоправдано конструисати неку темељну супротност између западно оријентисане Манојлове политике и умерености његова оца према Истоку. У то се доба проблеми Истока и Запада мање него икада могу одвојити једни од других, и то сасвим јасно показује развој ситуације под самим Манојловим оцем, Јованом. Манојло је надовезао своју политику на на политику свога оца, као што је овај надовезао своју политику на политику Алексија I. Као и за време Јована, и за време Манојла је у првом плану стојало непријатељство са Норманима, а то што је Јован норманском проблему прилазио са антиохијске, а Манојло са италијанске стране, било је условљено измењеном политичком ситуацијом и у потпуности је одговарало најновијем распореду снага.
Манојлова западна ситуација није била његов хир, већ његова судбина, коју му је наметнуо развој ситуације на Западу. Почела је епоха опште европске политике чији су се конци сусретали на Средоземљу. Као средоземна сила, Византија није остала по страни. Њено активно мешање у ту политику заснивало на њеном положају велесиле на Средоземљу, а то што је своје захтеве изводила из идеје царске власти, било је условљено у читавој византијској историји.
Манојлова је тежња за универзалношћу била прастара тежња византијске царске власти, која није била страна ни Јовану. Манојлов је програм у свему битноме већ унапред зацртао одмерени и разборити Јован. Политички циљеви обојице владара били су исти. Али, наравно, управо је у томе била и Манојлова кобна грешка, јер он је пренагљивао и са жеље прелазио у дело без обзира на недовољна средства. Савез са Светим римским царством, за који је камен темељац положио његов отац, Манојло је настојао учврстити. Као што је било договорено већ за Јованова живота, нови је цар оженио свастику краља Римљана, тј. немачког краља Конрада III Хоенштауфена, Берту од Зулцбаха. Али сарадња двојице владара против норманскога краља, а тиме и главна сврха савеза, нарушена је избијањем Другога крсташког рата, у коме није суделовао само француски краљ већ, под проповедима Бернарда од Клерва и сам Конрад.

### Рат са Иконијском султанатом
Манојло Комнин је наставио у почетку очеву политику.
Селџучки Иконијски султанат, у Малој Азији, је, под султаном Месудом I, силно ојачао. Манојло је морао да обнови неке Малоазијске тврђаве, да би се одбранио од Селџука. Манојло је чак и надгледао обнову тврђаве Мелангине на реци Сангариус у Витинији (1145. или 1146. године).
Мануел и његова војска су се нервира због Турака на путу кући. Мануел подигао утврђење Пилае пре одласка Анадолији.
После изградње нове тврђаве Питекас у Витинији, Манојло је, у једом од својих најсмелијих залета, 1146 г. допро је до зидова Иконије, селџучке престолнице, и опљачкао је њену околину, али напад Нормана и други крсташки рат примораше га да на другу страну сврати своју пажњу (1147 г.). У повлачењу су га Селџуци напали у и у бици код Акшехира су га до ногу потукли, а и њега самог су ранили у ногу. Манојло је у повлачењу подигао утврђење Пилае.

### Односи према крсташким државама
Манојло је због непријатељства крсташких државица на истоку наставио очев рат, против њих. Пославши и копнену и поморску војску под вођством свог брата Андроника, Јована Контостефануса и Димитрија Бранаса, он разбија Ремона, кнеза Антиохије. Пошто је Ремону због пада Едесе, под власт муслиманског вође Зенгија, претила нова опасност он, мораде доћи у Цариград да моли за опроштај и да потврди своје вазалство према цару (1145 г.).
Нешто мало доцније, 1158 год., Манојло још видније истаче своју улогу сизерена. Он освоји Киликију, и сруши кнеза Тороса, оштро казни Рајналда Шатијонског, антиохиског кнеза, присили га на унижавајућу потчињеност и, тј. цар га је "уврстио међу ромејске слуге", у пратњи свих латинских владалаца Сирије, чији је изгледао господар, свечано уђе у Антиохију (1159. ). Цар је и добио дозволу да именује патријарха Антиохије. Рајналд се чак у знак покорности појавио у царевом табору непокривене главе и босоног, руку огољених све до лаката, с конопцем око врата и мачем у левој руци. Сами јерусалимски краљеви морали су да сносе византијски утицај и морали су да прихвате византијску врховну власт; они су давали царској војсци одређени број војника, ступали су у женидбене везе са царским двором Комнина, предузимали, у споразуму са Грцима, заједничке војне походе у Египту (1169 г.). Тако је на пример један византијски савременик писао о посети јерусалимског краља Балдуина III:
Похитао је к нама из Јерусалима, надвладан царевом славом и подухватима, и признао је његову врховну власт.
За време ове посете Рајналд Шатијонски је намештао седло на царевог пастува. Ово јасно приказује цареву надмоћ.
Византијска цивилизација је продирала у франачку Сирију, где је лични углед Манојлов био, уосталом, знатан. Изгледало је да су византијске тежње биле остварене. Али су тиме, с једне стране, сиријски Латини били исцрпени и њихова отпорна моћ према неверницима ослабљена; с друге стране, нарочито, пооштрена је мржња коју је Запад осећао према Византији.
Касније ће катастрофални порази Византинаца у рату са Турцима Селџуцима, изазвати крај византијске надмоћности на истоку.

### Други крсташки рат
За Манојлова времена прошао је други крсташки поход преко византијског подручја у Европи, 1147, и опет не без криза и сукоба. Док је био на реци Риндакус и спремао нови напад на Иконију, његови изасланици су стигли до њега и јавили му да крсташи намеравају да прођу кроз Византију. Због тога је морао на брзину склопити мир са Селџуцима и вратио се у Цариград.
Манојло је био, као и његов деда Алексије, веома забринут доласком под зидине своје престонице великих крсташких војски, 1147. године, које су предводили немачки цар Конрад III и француски краљ Луј VII. Са Немцима он се мање више споразумео и брзо их се ослободио; са Французима је имао толико тешкоћа да су у једном тренутку крсташи наумили да заузму Цариград. Па је, у марту, дошло до малог окршаја на реци Меласу, где је био прави покољ крсташа. Манојло се, као и његов деда Алексије, због овога потрудио да што пре пребаци ове војске у Малу Азију. Од њих је и затражио да му положе заклетву, као и да му предају све освојене земље, али због овога је дошло до погоршања односа између Немаца и Византинаца, а до побољшавања односа између Немаца и Француза.
Крсташка војска је после овог покоља подигла логор код Акшехира, где је Манојло, покушао да их наговори на савез против Нормана, али није успео.
Немачке снаге су 25. октобра 1147. године налетели на селџучку царску војску, код Дорилеја, где су потпуно поражени, а следећег дана су десетковани када су у повлачењу покушали да пређу реку Батис. После овога је Манојло Французима пренео нетачну вест о немачкој победи, због чега Французи прелазе у Малу Азију. После овога Французи су се придружили Немцима у Никеји. Ту је ова војска одлучила да одустане од похода на Иконион и да оде до луке у Аталији и одатле да се пребаци у Свету земљу. Обе војске су сада напредовале ка Филаделфији, кроз тешко проходна подручја док су успут вршиле насиље над домаћим становништвом. Пуно неповерења између Француза и Немаца и још веће неповерење између Грка и Латина, изазвало је одустанак Конрада од похода и његово повлачење из Ефеса у Цариград. Где је склопио савез с Манојлом против Нормана, против којих је требало кренути 1148/9. године, пошто су ови опљачкали Егејска и Јонска острва, која су припадала Византији.
После пораза на планини Кадмус, остаци крсташке војске одлучују, да, уместо да опседну Иконион, оду у Свету земљу, преко луке у Аталији, али су они, за то време били далеко од луке. Продор ка луци Аталија допиру до Аталије, на јужној обали Анадолије, одакле бродом одлазе до Свете земље, где су потпуно уништени у опсади Дамаска.
У таквим околностима, после слома овог другог похода, кривицу приписаше нарочито вероломству Грка, чија је грамзивост, уосталом, била срамна, и, да би се осветили због неуспеха, западни народи једно кратко време намераваху да покрену крсташки рат против Византије (1150 г.). За крсташки рат су били Бернард од Клерва, француски краљ, Руђер, па и сам папа Еугеније, али је Конрад био византијски пријатељ, исто тако ни део француских витезова није био за рат.
Европске државе поделиле су се у два велика табора: на једној страни су били Византијско царство, Свето римско царство и Млетачка република, а на другој Краљевина Сицилија (Нормани), Грофивија Апулија (Нормани), Вијводство Сполето (Велфи), Маркгрофивија Тоскана (Велфи), Краљевина Француска, Краљевина Угарска и Рашка жупа. Ова два табора ће у XII веку увући још неке земље у своје редове. Непријатељство између Угарске и Византије одразило се чак и на далеку Русију: две су се силе умешале у сукоб између њених претендената и док је Угарска ушла у везе са Изјаславом Кијевским, Византија је подржавала кнеза Јурија Долгоруког и Владимира од Галича. Овде је победница остала Визанија. На другој страни Манојло је одржавао контакте са енглеским краљем Хенријем Плантагенетом.

### Односи са Норманима
Манојло је наставио политику својих предака и одлучио је наставити борбу са Норманима, али га је ту прекинуо Други крсташки рат.
Цареви сукоби са западњацима дадоше повода Норманима да обнове своје давне нападе на источној обали Јадранског Мора и да нападну и друга подручја Царевине. У јесен 1147 г. норманска флота се, због одбијања Манојла, да своју рођаку уда за норманског престолонаследника, појави у Архипелагу, опустоши Евбеју и Атику, опљачка Коринт и Тебу и премести у Палермо раднике који су радили у свиларама ова два велика индустријска града, и освоји Крф. Манојло Комнин са својом флотом од око 800 галија, заузет поморским биткама са Мађарима на Дунаву, није у први мах ништа могао против овог упада, те 1148. године.
Када се рат на северу завршио Манојло шаље флоту, под командом свог рођака и високог адмирала, Стефана Констостефануса, да поврати Крф, али Стефан погинуо, када га је погодио камен, који су Нормани бацили на његов брод. Сада команду преузима Јован Аксух, али и овај је поражен, а да ствар буде још гора Млечани су се придружили Норманима, што је разбеснело; ипак успео је да се нагоди са Млечанима тако што им у октобру 1147. године обнавља привилегије, па су се они вратили на његову страну, и захваљујући савезу са њима и савезу са Конрадом, Манојло успева да поврати Крф 1149 г. и да пренесе рат у Италију, где осваја Јакин (1151 г.), али је ова експедиција пропала због савеза норманског владара Рожера (Руђер) II са немачким племићем Велфом, који се побунио против власти Хоенштауфена, па је Конрад морао одјурити у Немачку да би сачувао власт.
Нормани сада покушаше на све начине да забаве цара неким домаћим злом. Обратише се чак и Мађарима, па и Србима, да би се кренули против Византије и олакшали њихов положај. Тешко је утврдити, да ли је српски устанак из 1149. год. у каквој вези с том агитацијом, или је та веза само комбинација грчких хроничара по коинциденцији догађаја.
Након што је поразио Велфе, Конрад је био спреман да крене против Нормана, али је умро 1152. године, а наследио га је Фридрих I Барбароса, са којим се Манојло никад није споразумео око напада на Нормане, а и није одржавао добре односе са Византијом и није признавао да је Византија једини легитимни наследника Римског царства.
После смрти Рожера II (1154 г), византијска дипломатија је образовала Велики савез против његовог наследника Вилхелма. Следеће године Манојло шаље флоту ка Јакину, одакле је кренула велика експедиција. Уз помоћ вероломних норманских вазала Манојло је успео да покори најважније градове Апулије и тако поново успоставити владавину на италијанском тлу: цело подручје од Јакина до Тарента, признавало је врховну власт Византије. Овај успех је усмерио Манојлову политику у том правцу, па је Манојло сада покушавао да обнови Римско царство.
Манојло сада склапа савез са папом којим је требало да се оствари древна и неизбрисива чежња Византије да уз папину помоћ, по цену црквене уније, обнови Јустинијаново и Константиново царство.
Али ако чак ни Јуситинијаново дело није било дугога века, ово Манојлово дело пропало је тек што је учињен први корак. Јаз између циљева које је цар поставио и стварних средстава која су му стајала на располагању био је још већи него у доба Јустинијана, а отпор околине још снажнији. Непријатељски односи између Византије и њених суседа спречио је Манојла до обнови царство. Против њега су се ујединили италијански племићи, а када је Манојлова војска из Јакина претрпела неколико пораза, и сам Фридрих Барбароса је постао непријатељ Царства, као и млетачки дужд Доменико Морозини, стари савезник Византије, који је осетио немоћ Царства да му помогне у борби са Норманима и Угарима. Нормански краљ Вилијам I одмах је кренуо у контра офанзиву: године 1156. Византинцима је нанео тежак пораз код Бриндизија и ускоро је сву своју територију ослободио од Византије. До изражаја је дошла слабост византијског положаја у Италији, који је био утемељен више на новцу и дипломатији него наоружаној сили. Манојло сада више није видео непријатеља у Норманима него у Фридриху Барбароси.
Сада је византијски цар је морао да потпише 1158 г. са Вилијамом I, а папиним посредовањем, несигуран мир по коме су односи измећу двеју држава остали веома затегнути. До овога је дошло стога што Запад није хтео да Италија буде потчињена грчком утицају и што је то онеспокојавало нарочито Млечане, старе савезнике царства. Манојло је сада морао да повуче трупе из Италије и да одустане од обнове Римског царства, али ово није запечатило судбину Византије.

### Односи са Млечанима
Манојло је, као његова два претходника у почетку потражио против Нормана савез са Млецима и платио га широким уступцима (1148 г.). Али је измећу двеју држава неслога све више расла. Надменост и лакомост млетачка раздраживале су Грке; република је, са своје стране, била забринута због Манојлових смерова у Италији; када цар заузе Јакин и освоји Далмацију, она схвати да је њеној превласти на Јадранском Мору запретила опасност. Поред тога Фридрих Барбароса, цар Светог римског царства је освајао по северној Италији. Од тада је раскид односа био неизбежан. Манојло због тога настоји учврстити односе са италијанским поморским републикама, па склапа споразум са Ђеновом 1169. године, а 1170. године са Пизом.
Република се сад приближи Угарској као природном савезнику против Грка. У исти мах почели су да раде и међу српским племенима, нарочито у Рашкој, како би их дигли против Византије. На нови рат се није дуго чекало. Манојло га изазва ухапсивши све Млечане који су били настањени у царству (12. марта 1171 г.), одузевши им сву имовину; република одврати слањем своје, на брзу руку спремљене, али јаке, флоте да заузме Хиос и Лесбос и да опустоши Архипелаг и склапањем савеза са сицилијанским краљем. Ова флота, која је кренула у септембру, је успела заузети Трогир и Дубровник. После овога Млечани су настрадали у источним водама и од тог пораза се дуго нису опоравили. Ово хапшење свих Млечана у Царству, било је болно за Византију, јер су Млечани због своје трговине били свакако, после Византинца, најбитнији становници Царства.
На то су отпочели преговори, који нису довели до циља, али Манојло коначно попусти (1175 г.); он поврати Млечићима њихове повластице. Али, исто као и са Норманима, односи остадоше затегнути и мучни, и дан, када ће царство свирепо осетити непријатељство Нормана и Млечића, био је све ближи.

### Српски устанак
Српски устанак против византијске власти букнуо је 1149. године, а вођа побуне био је српски жупан Урош Првослав. Цар Манојло је, после освајања Крфа лично дошао у Србију и заузео Рас. Срби су се бојали отворена сукоба с њиме, па се повукоше у планине. Оставивши као свог намесника Константина Анђела он је пошао да покори и остале побуњене стране. Зетски кнез Радослав не беше се придружио устанку и стога је сад без бојазни изишао пред цара. Манојло га је лепо примио и оставио га, да као његов вазал влада и даље. Пошто је на јуриш освојио град Галич ниже Звечана цар се мораде вратити у Рас, јер су Срби ту били притеснили његова намесника. Срби се поново повукоше у планине, куда их грчка војска није смела да гони. Како је у то време настала и зима, цар Манојло попали Урошев двор, оплени околину Раса и врати се у Цариград. Идуће године он више није хтео да креће на Србију, док је у гори било листа, него по старој тактици, препоручиваној још од Псеудо-Маврикија, сачека да лист опане, како би Срби имали мање склоништа, а његова војска мање изненађења. Срби су за то време ушли у савез с Мађарима и чекали помоћ од њих. Обавештен о том цар је пошао у Ниш, да одатле лакше спречи спајање српске и угарске војске, ако би ова пошла старим путем низ моравску долину. Чувши, вероватно, за извесна кретања око Саве он пожури из Ниша и преко Лугомира изби на Саву, а одатле на Дрину. Ова река је, каже Кинам, савремени грчки хроничар, раздвајала Босну "од остале Србије". Мађари су за то време већ били стигли у Србију, вероватно преко Босне. Њихове помоћне чете сачињаваху Печенези и муслиманско хазарско племе Калисија, које беше насељено око Сремске Митровице и које је, нема сумње, у вези и са месним називом Калесија код Зворника. Код Дрине дође до првих сукоба. Цар је за то време с већим делом војске чекао на сеченичком путу да боље размотри општу ситуацију, па онда крену на Тару, где се беху здружиле српске и угарске чете. У борби су обе стране показале много јунаштва, али су Грци, боље вођени, однели победу. Нарочито се у тој борби лично истакао сам цар. Борио се као легендарни Роланд, спасавајући своје из најтежих ситуација. У двобоју с угарским вођом Бакхином, једном грдосијом ретке снаге, добио је чак један страховит ударац по глави, чију је смртоносност одбила само јака кацига, која му се ипак била засекла у месо. На крају тог страшног двобоја цар је ранио Мађара по руци и заробио га. Бакхиновим падом решена је и битка. Тад се покорио и Урош. У покајничком оделу дошао је он цару у табор и молио и добио опроштај. Уставши испред царевих нога, он се заклео на верност и примио обавезу да ће помагати цара са 2.000 људи при ратовању у Европи, на западу, а са 500 у Азији, на истоку, место са 300 људи колико се дотле давало.

### Први поход против Угарске
Пошто је покорио Србе цар одлучи да казни и Мађаре. 1151. год. спремао је напад с планом, да му овећа флота с Дунава помогне искрцавање војске, која се окупљала око Београда. Кад флота закасни он је не хтеде чекати, него се чамцима пребаци у Срем. Допро је, пленећи, до Фрушке горе, а онда се вратио да узме дуже опсађивани Земун. Број заробљеника био је овога пута већи од броја цареве војске. Угарска војска, коју је водио Белош, недовољно јака бројем, маневрисала је према Браничеву, хотећи можда да угрози Грцима везе са залеђем. Цар се упути одмах на тај крај, да угрози Мађаре и у Тамишком подручју. Збуњени и уплашени Мађари затражише мир и цар им га даде задовољан постигнутим успесима.
Мађари не могоше да прежале овај неуспех и зато се почеше спремати на освету. У везе с угарским двором уђе византијски намесник у Београду и Браничеву, а царев рођак, Андроник Комнин, леп, храбар и ванредно духовит човек, али циник, до крајње мере. Он је био вољан да изда Мађарима дунавске грчке тврђаве под условом да му они помогну добити царску круну у Цариграду. Манојло је на време похватао преписку о тој ствари и спречио издају. Мађари, 1152. године, домало пређоше у отворен напад, спремивши се добро и полако. С јесени 1154. год. кренуше они и опет на Браничево, с помоћном војском босанског бана Борића, Чеха и с нешто туђих плаћеника. Цар Манојло, нимало изненађен пође им у сусрет. На глас о његову доласку, у угарској војсци наста забуна и повлачење. Због надошле воде не могаше Мађари да пређу одмах Дунав, него се упутише према Београду, да ту преброде Саву. Приликом тога повлачења настрадао је од Мађара један грчки одред, који је био упућен да прогони Босанце с баном Борићем, па наишао на њих. Цар је с муком успео, да умири уплашене Београђане, који су хтели да се предају Мађарима. Идуће године, кад се цар спремао на нове акције, Мађари му понудише мир, побојавши се његових веза са Фридрихом Барбаросом. Цар је брзо пристао на мир хотећи да добије слободне руке против Нормана у Италији. Мир је потписан 1156. године, а цару је дато 10 000 Мађара за таоце.
За време ових угарско-грчких борби Рашани се не помињу као угарски савезници. Велики жупан Урош II, који је био угарски пријатељ, беше потиснут, а као његов такмац избио је Деса, његов брат. Деса је око 1150. год. постао господар Дукље, Требиња и Захумља, вероватно после рата с Грцима. Из год. 1151. постоји једна његова повеља бенедиктинском манастиру Св. Марије на Монте Гаргану, којом му је уступио острво Мљет. Ојачавши се на свом подручју, Деса је потиснуо брата, можда и као представник оне политике, која није хтела да се наслања на Мађаре. Оба су се брата нашла пред царем Манојлом, кивни један на другог, с пуно узајамних оптужаба. Чак су и сабље потрзали један против другог. Манојло се определио овог пута за Уроша, немајући сигурно никаква доказа да је прекршио заклетву. Тражио је, наравно, од њега да се на примљену обавезу закуне још једном и узео му је, за већу сигурност, још и таоце. Међутим, цар није одбио ни Десу. Он је њему, вероватно као представнику антиугарске струје, дао као лично лено богати неки крај "Дендра", управо неку "Шумадију", уз рашке земље. Он је тако од Десе направио свог повереника и вечну опомену за Уроша.

### Односи са папом
Велики и несмотрени планови Манојлове западне политике довели су Византију и Запад у потпун непријатељски став.
Прекид односа између Барбаросе и папства (1158 г.) пружио му је прилику да се приближи Риму. Он стаде на страну папе Александра III (1161 г.), стави му у изглед обнављање црквене уније и понада се да ће га он, у замену, крунисати за западног цара. У исто време његови дипломатски чиновници су настојали да Барбароси створе непријатеље подржавајући ломбардску лигу и дајући новчану помоћ Јакину, Ђенови, Пизи и Млетачкој републици.
Наде за сарадњу с Римом показале су се варљивима: на обема странама су недостајале заклетве за црквену унију, а куријина је странка посвуда - у Венецији, Далмацији и Угарској - деловала против цара. На западу је огорченост према шизматичним Грцима била неискоренљива, баш као и одбојност према Латинима у Цариграду. Никита Хонијат је одржавао опште расположење Византинаца када каже:
Проклетим Латинима... бале цуре за нашом имовином и желе истребити наш род... између нас и њих постоји јаз мржње, ми с њима не можемо пронаћи ни заједнички језик и наши путеви у потпуности се раздвајају.
С друге стране, док је правио смутње у Италији и Немачкој, Манојло је желео да ступи и у непосредан додир с немачким царем. Од ових заплетених и неостварљивих намера ништа стварнога није произишло. Папа није могао пристати да постане обичан византијски епископ у Риму као престоници обновљеног царства; италијанске републике су с подозрењем гледале на Манојлове тежње; Барбароса, најзад, коме је била дозлогрдила грчка дволичност, заузео је отворено непријатељско и претеће држање (1177 г.) и помирио се са Ломбарским савезом и папом.
Завршетком овог западног раскола, који је Манојло знао врло добро искоришћавати, нестали су и последњи предуслови за сарадњу папе и Византије. Као што је Манојло у сваком Барбаросином непријатељу видео свог пријатеља, тако је Фридрих успоставио везе са противницима византијског цара.

### Килиџ-Арслан II
Тек много доцније могао је да се опет окрене Истоку. Али ма да је, као и његов отац, маштао да наметне своју врховну власт јерменским и латинским државама, према Турцима је његова политика била нестална и лабава. Довољан је био, око средине XII века, један мало снажнији напор да се сруши икониски султанат и поврати цела Азија до Тавриских Планина. Манојло, занет славољубивим сновима своје западне политике, није учинио тај напор. Он слепо поверова привидним знацима покорности којима га је обилно засипао вешти султан икониски Килиџ-Арслан II (1156-1192 г.) и неразумно га пусти да се утврди, да редом сруши своје супарнике и да створи једнородну и моћну државу наместо малих кнежевина чијим се супарништвима царство тако лепо користило. Султан је 1162. године чак три месеца провео у Цариграду и обавезао се на споразум, војну помоћ и на изручење неколико градова Византији. Те су обавезе, међутим, остале неиспуњене, док је Манојло био заузет у Угарској и на западу. Место да нападне, Манојло се пуних једанаест година (1164-1175 г.) био ограничио на чисто одбрамбену политику, утврђујући своју границу: а када је најзад увидео опасност и прешао у напад, било је сувише доцкан, јер је Арслан већ учврстио своју власт у Малој Азији.
Огромна царска војска претрпе у планинама Фригије, код Мириокефала (17. септембра 1176 г.) страховит пораз, због турског напада из заседе. Сам је Манојло упоредио тај пораз са битком код Манцикерта 105 година раније. Неуспех је био ош тежи због лошег стања на западу. Колико је ово било озбиљно показује писмо које је Манојло примио од цара Фридриха, који је од грчког краља захтевао да му искаже дужну покорност као римском цару. Била је то јавна тајна.
Несумњиво, срећни ратови у Витинији и у долини Меандра (1177 г.) надокнадише донекле кобне последице овога пораза. Муслимани су, ипак, при крају Манојлове владе, били исто тако моћни као и на почетку. Икониски султанат је постао опасна држава, а од 1174 г. моћни исламски вођа Саладин је владао у Сирији.

### Власт над Рашком и грађански рат у Угарској
Урош се није дуго одржао. Непосредан узрок његовом паду није познат, али је сигурно да је изгубио поверење код цара Манојла. Као његов наследник јавља се Белош, можда његов млађи брат, који се због династичких сукоба у Угарској склонио у Рашку. Али Белош не остаје дуго на престолу, него се доскора поново враћа у Угарску. Иза њега долази на власт Деса, око 1150. год. Ово је био човек ширих веза и веће енергије. Улазио је у преговоре с Немцима, а изгледа да се ородио и са млетачким дуждом Виталом II Микијелијем, удавши своју кћер за његова сина Леонарда. Главну своју активност развио је Даса у Зети, где је потиснуо тамошњег кнеза Радослава на приморје од Котора до Скадра. Према Византији био је Деса с почетка лојалан и повратио јој је ону област "Шумадије", која му је била уступљена као лично лено. Али, год. 1162, кад је у Угарској дигла главу антигрчка странка и протерала једног Манојловог кандидата за престо, Деса почиње политику која није била довољно поуздана за Грке. Он поново заузима уступљену област "Шумадије" и устручава се, све до доласка царева у Ниш, да упути у грчку војску обавезни број помоћних чета. Манојло стога сумња у њ, верује у неке опасне везе Десине с Мађарима и на крају одлучује, да Десу уклони из Србије поведовши га са собом као заробљеника.
Немања, српски племић, је водио гркофилску политику рачунајући да ће помоћу ње доћи пре до утицаја. Тако је допро глас о њему и до цара Манојла. Цар је, при свом доласку у Ниш (можда 1162. год.), позвао Немању и да га охрабри у том правцу богато га је обдарио, дао му област Дубочицу код Лесковца као вечну баштину и прогласио га у њој самовласним. Поновио је, дакле, и с њим донекле оно, што је већ раније пробао са Десом. Цар је, уклонивши Десу, а давши Немањи нарочит значај, свакако хтео да у Србији створи чисту ситуацију. У случају нових заплета са Угарском није хтео да има неприлика и са српске стране.
Око 1165. године у Србији се поново јавља Деса. Не знамо како је отишао из Цариграда, да ли с каквом царевом дозволом или као бегунац, али у Србији он је поново противник Византије. Кад се цар спремао да крене на њ, Деса се препане и замоли да га цар прими. Манојло, увек доста лаковеран, прими га; истина, с много прекора али без горе штете. Деса му се додуше заклео на верност, али без намере да држи обавезу. "Заклех се језиком", говори за њ један грчки писац, "али срце оста без заклетве". Немања је за то време био повучен, и свакако на страни Манојловој. Из тог времена су његове задужбине у Куршумлији, Св. Никола и Богородичин Манастир.
Смрт угарског краља Гезе II године 1161. пружила је прилику ново уплитање Византије у Угарске послове. Угарска је, стога, током 1162/3. год. била поприште огорчених династичких криза, које су, због византијског посредовања, добиле чисто политички карактер. Против Стефана III, сина краља Гезе, Манојло је новцем и оружијем подржао његову браћу Стефана IV и Ладислава. То је био повод за дуготрајан сукоб пун обрта. Манојло је овим ратом успео да добије бројне повластице у Угарској, посебно код дела угарског клера. Стефан је покушавао да нађе ослонац у Фридриху Барбароси, али није успео у њему, већ у бохемијском кнезу Владиславу II Пшемислу, али се овај убрзо помирио са Византијом и посредовао за мир између Угарске и Византије.
Победник у овом сукобу је остао Стефан III. За време тих борби босански бан Борић држао је страну византијског кандидата, исто као и стари Белош, који је у то време био бан Хрватске. После Стеванове победе Белошу нестаје трага; по свој прилици свргао га је млади краљ као свог противника или је погинуо у време тих међусобица. Исто тако угарски краљ се осветио и бану Борићу, пославши на њ с војском немачког витеза Готфрида, родоначелника породице Келад. Један мутни извор помиње, да је босански вођа био потучен и да је Готфрид ради свог успеха постао миљеник краља Стефана.
Мађаре је цар Манојло био сасвим притеснио. Краљевић Бела морао је живети у Цариграду, где су га и оженили, а Белине земље, Далмација са јужном Угарском (испод Велебита), морале су доћи под цариградску управу. Мађари су ради тога огорчени и спремају отпор. Бела, у Цариграду, примио титулу деспота. Цар је Белу тако поставио за престолонаследника, али је одустао од тога, када му се родио син Алексије. Ова царева одлука да Белу постави за престолонаследника изазвала је у Цариграду велико незадовољство.
Цар Манојло, обавештен о њихову незадовољству и унутрашњим трзавицама, у два маха упада у Угарску, 1163/4. год. Год. 1164. узео је цар јуришем Земун и похарао читав Срем. Уз Грке су ишли и обавезни одреди Срба. Друга грчка војска, под вођством Јована Дуке кренула је на запад, преко Србије и Босне на Далмацију. Без великог отпора Грци су узели 57 градова од Сплита до Бара. Покорили су том приликом Босну и Далмацију и натерали их, да признају грчку врховну власт. У северној Далмацији постаде грчки намесник Нићифор Халуфа, а у јужној с Дукљом кир Изанације. Срем и суседне области дођоше под власт Костантина Анђела и Василија Трипсиха. За њихове управе подигоше се порушене куле земунске, а утврдише се и београдска градска платна. Исто тако беше обновљене утврде Браничева и Ниша, а Браничево још и нарочито насељено.
Ове године дошло је до споразума са Угарском, којим је Бела признат за угарског престолонаследника и бана Хрватске и Далмације, али су биле потребне борбе да би се споразум одржао. Велике војне и дипломатске припреме претходиле су ратним сукобима. Посебни царев изасланик отишао је у Русију, да био онамо осигурао подршку кнежева Кијева и Галича.

### Други поход против Угарске
Мађари кренуше војничку акцију већ 1166. год., да потисну Грке из новодобијених области. Прве успехе постигли су у Далмацији, где није било много царских посада, а потом и у Срему. Угарски успеси с једне стране, а напредовање Грка у Италији, где су заузели важни Јакин с друге, определише Млетке да ступе у отворен савез с Угарском. Цар Манојло, сагледавши опасност, реши се да целу ову акцију угуши у заметку. На Угарску кренуше три војске, једна с Дунава, а друге две чак преко Влашке и Молдавске, да упану у срце земље, изводећи један дотле неупотребљавани стратешки маневар. Док је главна угарска војска оперисала према Дунаву, зашле су две грчке војске дубоко у њихово подручје изазвавши општу панику. Мађари бише присиљени да преко посредника моле примирје. Вероватно због неких њихових претераних захтева не дође до мира, него се ратовање настави и целе 1167. год., и то на угарску штету. Овим ратовањем Византија је успела освојити град Сирмијум. Рат се завршио миром, 1168. године.

### Нова побуна у Рашкој
У Срему и Далмацији грчку власт представљаху, како смо видели, царски намесници; док су у Рашкој, Босни и остацима Зете владали домаћи господари под врховном влашћу Грка. Срби из Рашке, за време овог ратовања, испунише своје обавезе према Грцима, пославши у њихову војску своје одреде, који се помињу на грчкој страни у борбама по Срему. Али, изгледа, да је баш због тог учествовања дошло до неког преврата у земљи. Год. 1168. ненадно избија на површину Немања и то, мимо сва очекивања, домало као противник Грка. Вести о овом периоду наше хисторије веома су мутне и човек тешко може добити слику о правом развоју прилика. Сасвим су нејасни подаци о Десиној судбини. Сигурно је само једно, да је устанак у земљи избио поводом учешћа Срба у овом рату, и да је цар Манојло лично дошао да га угуши. Великог жупана српског ухватио је и повео у Цариград као роба. Деса је, колико се чини, био за Мађаре. Али није јасно како се Немања, миљеник цара Манојла, нашао доскора као противник Грка. Њихови извори помињу га с мржњом, као човека дрска и незајажљива и као непоуздана. Немањин син и биограф, Стеван Првовенчани, описујући очеву младост, каже, како су га старија браћа замрзела, што је радио у својој земљи све на своју руку, не саветујући се с њима. По свој прилици, њима се није свиђала његова политика, која је првих година била гркофилска. Десу је сменио у Рашкој Немањин старији брат, чије је име, изгледа, било Тихомир. Овај с осталом браћом ухвати Немању и баци га у тамницу. Из тог затвора Немања се наскоро спасао, не знамо чијом помоћу, и одмах се спремао на освету. Успео је да остане у Рашкој победилац и да нагна браћу да траже склоништа у туђим странама. Мени се чини, да би објашњење за све ово причање могли дати овако. Немања се, вероватно, надао, да ће место Десе доћи он као дотадашњи представник грчке странке, док је Манојло довео на престо његова најстаријег брата. Љут због тога Немања мења своју политику, и савладавши браћу тражи наслона код Мађара и њихових савезника. Можда се њиховом помоћу и спасао из затвора. Тако разумемо и зашто цар против Немање шаље Тихомира са својим помоћним четама, међу којима је било Грка, Франака и Турака. Немања дочека противника на Косову, код Пантина, и страшно их потуче. Сам Тихомир заглави том приликом у Ситници.
Немања, сад као противник Византије улази у тешње везе са Млецима, који су због свог одметништва од Византије изазвали гнев Манојлов против себе. Млечани у Приморју почињу живу акцију против Грка. Немања жели да им се придружи, и то баш акцијом у том правцу, према Приморју, а посебно према Котору. Кад је млетачка флота кренула, у септембру 1171. године, према истоку, и када је покорила покорила је, уз пут, Трогир и Дубровник, тада је некако почела и Немањина акција. У исто време Немања је ушао и у везе с Мађарима и преко њих са аустријским војводом, који је био у сродству с угарским краљем. Стога је једну своју војску Немања упутио и у моравску долину, угрожавајући саобраћај између Ниша и Београда. Имамо из тог времена неколико занимљивих података о Србима. У Равном, данашњој Ћуприји, на сред моравског пута, било је српско становништво. Оно није хтело да пусти у град саског краља Хајнриха Лава, крајем марта 1172, како су их грчки пратиоци краљеви као царске поданике нагонили на то. Срби су очевидно били узбуњени Немањином акцијом, и нису хтели да приме саског краља као грчког пријатеља. Немцима су Срби, у својим шумама, изгледали дивљи, необуздани и суровији од животиња, са доста подмуклости. Срби су близу Равног извршили и један неуспели ноћни напад на њихов добро чувани табор. Срби су, писао је скоро у исто време Виљем Тирски, "народ необразован, без сваке дисциплине, становник гора и шума, непознат са земљорадњом. Срби су богати домаћом ситном и крупном стоком, млеком, месом, медом и воском." Дрски и насртљиви, они нападају суседство и угрожавају мир.

### Коначана победа над Угарском
Код Мађара брзо наста промена. После смрти краља Стефана (4. марта 1172. год.), кад се Манојло беше кренуо с војском да им за краља доведе свог кандидата Белу, погрченог Алексија, дочека га у Софији њихово посланство и замоли да им свог кандидата упути на престо. Кад је тако без муке решио питање Мађарима, цар се окрену против Срба.

### Немања на Манојловој страни
Уплашен Млетачким поразом, Немања се повуче у планине и отуд поручи цару да хоће да се покори. Кад је разабрао да се може надати милости, стигао је пред Манојла гологлав и босоног, с голим рукама до лаката, с конопцем о врату, подносећи цару мач, да с њим уради што хоће. Овај став подсећа у нашем народу на сцену при крвном умиру, кад кривац долази да моли милост. Пред царем Немања је пао ничице и молио за опроштење. Цар се смиловао, али га ипак поведе са собом у Цариград, да му украси победни тријумф. Висок и наочит Немања је био од свих примећен, а цариградска публика, као и њени писци, није штедела с подсмехом на његов рачун. У похвалној беседи цару архиепископа Јевстатија помиње се, да је Немања био "на боље окренут" више ранама него грозом. Српски народ је у тој беседи означен као "велики", а Немања као "чувен" или "славан".
После ове тешке лекције Немања више није помишљао на отпор против Манојла. Сав се дао на сређивање прилика у својој држави. Нарочиту је пажњу обратио сузбијању богумилске јереси и јачању православља. Против јеретика је употребио врло оштре мере: њиховом учитељу одрезао је језик, а следбенике је чак и спаљивао или натеривао у бег; имања им је запленио, а књиге спалио. Његова браћа морала су да му се покоре и признају његову врховну власт, да би могла да задрже своје области. Крај око западне Мораве држао је Страцимир, који је основао Богородичин Манастир у Грацу (Чачку), а у Захумљу је владао "велики кнез" Мирослав, оснивач манастира Св. Петра на Лиму, за ким је била удата сестра босанског бана Кулина. Сем тога, Мирослав је спречавао да се уреде односи и попуне места у некадашњим катедралним седиштима његове области. Мирославов шурак, пословични босански бан Кулин, јавља се поуздано од 1180. год., а вероватно је и од раније владао у Босни. Можда је он дошао непосредно иза бана Борића, негде одмах иза 1163. год. Сад је, као и Немања, признавао врховну власт Византије.

### Унутрашња и спољашња политика
Иако је имао блиставе успехе на латинском Истоку и у Угарској, изолација Византијског царства постала је све уочљивија крајем седамдесетих година дванаестог века, када је Манојлов положај свуда био пољуљан. Док је био жив Манојло, његов ум, његова одлучност, његова вештина, осигуравали су ред у земљи и одржавали споља углед Византије. По његовој смрти државна зграда се пољуља. Као у доба Јустинијана, царска политика је у XII веку имала сувише простране тежње. Пречишћавање политичког положаја било је такође тешко и поразно, Преко мере мешајући царство у западне прилике, настављајући са остваривањем несмотрених снова о завојевању огромних размера, Манојло Комнин је јако занемарио на Истоку блиску опасност и задао Латинима бригу, исцрпљујући у исти мах монархију. Срџба и мржња које је проузроковао и жестока похлепа коју је пустио да се распали имале су страховите последица када је власт допала у слабије руке.
Небројени проблеми у које се дао увући и које је у својој амбициозности радо преузео напослетку су му дошли главе. Без обзира на то што је славио победе над латинским државама Истока, постизао блиставе успехе у Угарској и привремено запосео чак и веће подручје у Италији, цар није био у стању сачувати положаје у свим тим крајевима и проводити активну, или чак агресивну, политику на целом подручју у Европи и предњој Азији. Посвуда су настајали тешки губици. Позиција моћи на Истоку је поткопана, Византија је коначно потиснута из Италије и сада се нашла исцрпљена и потпуно изолована од стране против непријатељске коалиције западних држава.
Још теже од спољнополитичких биле су унутрашње последице неумерених амбиција. Жртве које су захтевали величанствени подухвати и непрестано ратовање прелазили су снаге и средства тадашњег Византијског царства. и у економском и у војном погледу Царство је било потпуно клонуло. Манојло је ипак извршио и војне реформе, којима се вратила снажна војна организација, али узалуд; ситуација се уопштеније поправљала. Давање пронија и закуп уз пронијареву обавезу војне службе управо је Манојлово доба доживело велики замах. Често су проније даване и западњацима, а домаћи су им сељаци додељивани као кметови.
Владавина војног племства промицала је и потицала велепосед, посебно световни. Златном булом, фебруара 1158. године, Манојло је манастирима у Цариграду и у широј околини, забранио свако повећавање земљишног поседа. Истовремено је одредио да се велепосед који је дан у закупу не сме преносити на особе сенаторскога ранга и на припаднике стратешког сталежа, тј. на пронијаре. Та знаковита одредба поновљена је и у каснијем указу, а цар је долазио у сукоб са црквом. Постојећи манастирски посед није био само свечано зајамчен, већ и снабдевен врло повољним повластицама и правом на имунитет. Али у трци између црквеног и световног поседа Манојло је подржавао воја други на сасвим не двосмислен начин потпомагао земљишне поседе световних магната и службеничка добра пронијара - ова последња свакако по најпре.
Осим пронијара, у византијској војсци сада као и пре служили бројни плаћеници и становништво је, више него икад пре, било принуђено издржавати их разноразним присилним давањима и радном обавезом. Будући да су државна средства била довољна, трупе су овлашћене да оно што им је потребно напросто узму од становништва. Становници провинција трпели су врло тешке штете због незасите похлепе војника, који им нису одузимали само новац, већ би свлачили с њих и последњу кошуљу.
Војска је унутар државе чинила водећи слој који се прехрањивао на рачун остатка становништва. Ситуација се из темеља променила у поређењу с предкомнинским раздобљем. у оно време - у доба владавине чиновништва под Дукама - војничку се службу настојало избећи. Војници су одлагали оружје и постајали адвокати и правници. Сада су сви хрлили у војску; свако је желео постати војник: једни су одбацили иглу и конац, будући да су уз највећи труд могли доћи тек најнужнијих средства за живот: други су напустили шталу, трећи су отрли за себе циглену прашину, а четврти ковачнику рђу, и сво су појурили к службеницима за новачење, поклонили би им по персијског коња или неколико златника и одмах би без даљњег били доведени у војне редове. Војна је служба била је тада једино уносно занимање.
Војска је гутала снаге Царства. Становништво је запало у беду под претераним бременом. Порасли су порезни захтеви државе, а укорењене злоупотребе убирача пореза, међу којима је сада крајње огорчење обвезника било и странаца, испунили су меру јада. У градовима су многи предавали своју слободу како би ступили у службу и стекли заштиту каква великога господара: појава која у Византији ни иначе није била реткост. Том је обичају Манојло покушавао стати на крај законом који је поново дао слободу онима који су рођени слободни, а продали су се у ропство, и чини се да их је цар - барем у главном граду - купио из државних средстава. Али целокупан је развој, пораст земљишних поседа с једне стране и осиромашење и задужење нижих сталежа са друге, узроковао да су све шири слојеви становништва губили слободу и постајали барем подложници, ако не и робови. Процес феудализације, који је победнички напредовао, на послетку је довео до слабљења византијског државног организма и поткопао одбрамбену снагу земље. Византија је још увек била способна за то да повремено упрегне све силе и избори привидне победе. Али недостајало јој је снаге да поднесе губитке и поразе. Након епохе привидног сјаја у Манојлово доба, убрзо је уследио унутрашњи слом Византијског царства.
Тако, привлачна сила којом је Запад мамио к себи Манојла Комнина била је кобна по царство. Својом наклоношћу према Латинима он је дражио Грке; својим освајачким тежњама навео је цео Запад да се удружи против Византије; претераним напором који је његова политика захтевала од монархије он ју је исцрпео. Судећи по изгледу, Манојло је пронео широм света несравњиву славу царства и створио од Цариграда средиште европске политике; у ствари, када је умро, оставио је Византију упропашћену, изложену у исти мах и латинској опасности и мржњи и озбиљној унутрашњој кризи која је свакога часа могла да букне.

## Смрт и последице
Још у пуној мушкој снази, са 58 година, умро је 24. септембра 1180. год. силни цар Манојло, последњи велики цар Византије. Његова владавина, мада пуна успеха, била је у ствари више низ сјајно изведених војничких маневара, него државничких конструкција. И стога је, још за његова живота, било јасних знакова да Византија пати од доста невоља, које он није успео да отклони; после његове смрти зло је, нагло и непоштедно, узело неодољив мах.
Алексије II, син Манојлов, био је дете; његова мајка, намесница Марија Антиохиска, Латинка пореклом и која се ослањала на Латине, била је неомиљена у народу. Због Алексијеве малолетности његова околина, одмах од првог дана, поче борбу за власт.
Прво, обичаји Запада били су продрли само у више кругове. Народне масе нису се дале прилагодити, а грчка црква исто тако. Док су се, из користољубља или из склоности, политичари, дипломате, велика властела приближили Латинима, народ који је имао више да претрпи од насилног увлачења странаца и од незајажљивости талијанских трговаца, и свештенство које се саблажњавало и плашило од немогућности приближавања Риму, осећали су напротив »ако њихова зла воља расте. Политичке бриге, трговачко супарништво, верске тешкоће, све се сложило да заоштри вековну неслогу, да стару пизму начини још неразумнијом и још фанатичнијом. То се добро види кад се посматра оно нагло избијање мржње, она разбукталост помамне страсти која је више пута бацила пук византијске престонице на омрзнуте Латине, а нарочито оног трагичног дана 2. маја 1182, кад су разјарене гомиле палиле и убијале по италијанском крају Цариграда, кад су свештеници и световњаци, жене и деца, старци и сами болесници по болницама били без милости поклани од једне бесомучне масе, срећне што може за један дан осветити толике године потмуле злобе, мрачне суревњивости и неутољиве мржње.
Чим су непријатељи Византије сазнали за Манојлову смрт и за кризе у династији, спремише се да поврате и окају све, што су изгубили за Манојлове владе. Већ у зиму 1080/1. заузели су Мађари северну Далмацију заједно са млетачким али њима оданим Задром. На вест, да је у Цариграду затворена Манојлова удовица, прешао је угарски краљ Бела, пријатељ и штићеник Манојлов, 1182. год. у отворен напад и на дунавској линији, према Београду и Браничеву, пошто је заузео Срем.
Андроник Комнин, рођак Манојлов, човек велике даровитости, али још веће покварености и свирепости, искористи опште незадовољство да би уз веште сплетке се дочепао престола (1182-1185 г.), када је погинула царева удовица и после и млади цар Алексије, уз друга лица из царске куће и аристократије, у великом покољу Латина, који су одржавали непопуларну владу цареве удовице Овај последњи Комнин био је човек са ретким степеном цинизма, али и поред тога могао је бити велики владалац. Он схвати да моћ феудалне властеле представља опасност за царство и сурово се обрачуна са њом: побуна Исака Анђела у Витинији би угушена у крви (1185 г.). Он преустроји администрацију, смањи расходе, олакша порезу, и био је на добром путу да постане омиљен када га спољни догађаји, рат са Норманима који се сврши заузећем Солуна (1185 г.) и рат са Угрима који се оконча губитком Далмације (1185 г.), срушише са престола. Један устанак (1185 г.) уздиже на престо Исака Анђела и убрза пропаст царства.
Исак (11б5-1195 г.) није имао ниједну од потребних особина да би отклонио опасну кризу. Његов брат Алексије III (1195-1203 г.), који га збаци, није вредео много више. Монархија је била зрела да пропадне.
- Андроник I Комнин
- Исак II Анђел
- Алексије III Анђел

## Брак и деца
Последњих година живота, цар Јован је свом сину Манојлу уговорио брак са свастиком Конрада III, краља Светоримљана, Бертом од Зулцбаха. Она је 1142. године стигла у Цариград, прешла у православље и добила име Ирина, док се тек 1146. године удала за Манојла. Овом женидбом цар је од краља Светоримљана добио неколико хиљада витезова из Светог римског царства, да му помогну у рату против свих непријатеља. Деца из тог брака су била:
- Марија Порфирогенита (1152–1182), удата за Ренеа Монфератског.
- Ана Комнина (1154–1158).

Берта је умрла 1159. године, a Манојло се 1161. године, оженио латинском принцезом, Маријом.
- Алексије II Комнин (1169-1183), будући византијски цар.

## Породично стабло
|  |                            |  |  |  |  |  |  |  |  |  |  |  |  |  |  |  |
|  | 16. Манојло Еротик Комнин  |  |  |  |  |  |  |  |  |  |  |  |  |  |  |  |
|  |                            |  |  |  |  |  |  |  |  |  |  |  |  |  |  |  |
|  |                            |  |  |  |  |  |  |  |  |  |  |  |  |  |  |  |
|  | 8. Јован Комнин            |  |  |  |  |  |  |  |  |  |  |  |  |  |  |  |
|  |                            |  |  |  |  |  |  |  |  |  |  |  |  |  |  |  |
|  |                            |  |  |  |  |  |  |  |  |  |  |  |  |  |  |  |
|  | 4. Алексије I Комнин       |  |  |  |  |  |  |  |  |  |  |  |  |  |  |  |
|  |                            |  |  |  |  |  |  |  |  |  |  |  |  |  |  |  |
|  |                            |  |  |  |  |  |  |  |  |  |  |  |  |  |  |  |
|  | 18. Алексије Харон         |  |  |  |  |  |  |  |  |  |  |  |  |  |  |  |
|  |                            |  |  |  |  |  |  |  |  |  |  |  |  |  |  |  |
|  |                            |  |  |  |  |  |  |  |  |  |  |  |  |  |  |  |
|  | 9. Ана Даласина            |  |  |  |  |  |  |  |  |  |  |  |  |  |  |  |
|  |                            |  |  |  |  |  |  |  |  |  |  |  |  |  |  |  |
|  |                            |  |  |  |  |  |  |  |  |  |  |  |  |  |  |  |
|  | 19. Хадријан Даласин       |  |  |  |  |  |  |  |  |  |  |  |  |  |  |  |
|  |                            |  |  |  |  |  |  |  |  |  |  |  |  |  |  |  |
|  |                            |  |  |  |  |  |  |  |  |  |  |  |  |  |  |  |
|  | 2. Јован II Комнин         |  |  |  |  |  |  |  |  |  |  |  |  |  |  |  |
|  |                            |  |  |  |  |  |  |  |  |  |  |  |  |  |  |  |
|  |                            |  |  |  |  |  |  |  |  |  |  |  |  |  |  |  |
|  | 20. Јован Дука             |  |  |  |  |  |  |  |  |  |  |  |  |  |  |  |
|  |                            |  |  |  |  |  |  |  |  |  |  |  |  |  |  |  |
|  |                            |  |  |  |  |  |  |  |  |  |  |  |  |  |  |  |
|  | 10. Андроник Дука          |  |  |  |  |  |  |  |  |  |  |  |  |  |  |  |
|  |                            |  |  |  |  |  |  |  |  |  |  |  |  |  |  |  |
|  |                            |  |  |  |  |  |  |  |  |  |  |  |  |  |  |  |
|  | 21. Ирина Пегонитиса       |  |  |  |  |  |  |  |  |  |  |  |  |  |  |  |
|  |                            |  |  |  |  |  |  |  |  |  |  |  |  |  |  |  |
|  |                            |  |  |  |  |  |  |  |  |  |  |  |  |  |  |  |
|  | 5. Ирена Дукина            |  |  |  |  |  |  |  |  |  |  |  |  |  |  |  |
|  |                            |  |  |  |  |  |  |  |  |  |  |  |  |  |  |  |
|  |                            |  |  |  |  |  |  |  |  |  |  |  |  |  |  |  |
|  | 22. Трајан Бугарски        |  |  |  |  |  |  |  |  |  |  |  |  |  |  |  |
|  |                            |  |  |  |  |  |  |  |  |  |  |  |  |  |  |  |
|  |                            |  |  |  |  |  |  |  |  |  |  |  |  |  |  |  |
|  | 11. Марија Бугарска        |  |  |  |  |  |  |  |  |  |  |  |  |  |  |  |
|  |                            |  |  |  |  |  |  |  |  |  |  |  |  |  |  |  |
|  |                            |  |  |  |  |  |  |  |  |  |  |  |  |  |  |  |
|  | 1. Манојло                 |  |  |  |  |  |  |  |  |  |  |  |  |  |  |  |
|  |                            |  |  |  |  |  |  |  |  |  |  |  |  |  |  |  |
|  |                            |  |  |  |  |  |  |  |  |  |  |  |  |  |  |  |
|  | 24. Вазул                  |  |  |  |  |  |  |  |  |  |  |  |  |  |  |  |
|  |                            |  |  |  |  |  |  |  |  |  |  |  |  |  |  |  |
|  |                            |  |  |  |  |  |  |  |  |  |  |  |  |  |  |  |
|  | 12. Бела I                 |  |  |  |  |  |  |  |  |  |  |  |  |  |  |  |
|  |                            |  |  |  |  |  |  |  |  |  |  |  |  |  |  |  |
|  |                            |  |  |  |  |  |  |  |  |  |  |  |  |  |  |  |
|  | 6. Ладислав I Свети        |  |  |  |  |  |  |  |  |  |  |  |  |  |  |  |
|  |                            |  |  |  |  |  |  |  |  |  |  |  |  |  |  |  |
|  |                            |  |  |  |  |  |  |  |  |  |  |  |  |  |  |  |
|  | 26. Мјешко II Пјаст        |  |  |  |  |  |  |  |  |  |  |  |  |  |  |  |
|  |                            |  |  |  |  |  |  |  |  |  |  |  |  |  |  |  |
|  |                            |  |  |  |  |  |  |  |  |  |  |  |  |  |  |  |
|  | 13. Ричеза Пољска          |  |  |  |  |  |  |  |  |  |  |  |  |  |  |  |
|  |                            |  |  |  |  |  |  |  |  |  |  |  |  |  |  |  |
|  |                            |  |  |  |  |  |  |  |  |  |  |  |  |  |  |  |
|  | 27. Ричеза од Лотарингије  |  |  |  |  |  |  |  |  |  |  |  |  |  |  |  |
|  |                            |  |  |  |  |  |  |  |  |  |  |  |  |  |  |  |
|  |                            |  |  |  |  |  |  |  |  |  |  |  |  |  |  |  |
|  | 3. Пирошка Угарска         |  |  |  |  |  |  |  |  |  |  |  |  |  |  |  |
|  |                            |  |  |  |  |  |  |  |  |  |  |  |  |  |  |  |
|  |                            |  |  |  |  |  |  |  |  |  |  |  |  |  |  |  |
|  | 28. Куно од Рајнфелдена    |  |  |  |  |  |  |  |  |  |  |  |  |  |  |  |
|  |                            |  |  |  |  |  |  |  |  |  |  |  |  |  |  |  |
|  |                            |  |  |  |  |  |  |  |  |  |  |  |  |  |  |  |
|  | 14. Рудолф од Рајнфелдена  |  |  |  |  |  |  |  |  |  |  |  |  |  |  |  |
|  |                            |  |  |  |  |  |  |  |  |  |  |  |  |  |  |  |
|  |                            |  |  |  |  |  |  |  |  |  |  |  |  |  |  |  |
|  | 7. Аделаида од Рајнфелдена |  |  |  |  |  |  |  |  |  |  |  |  |  |  |  |
|  |                            |  |  |  |  |  |  |  |  |  |  |  |  |  |  |  |
|  |                            |  |  |  |  |  |  |  |  |  |  |  |  |  |  |  |
|  | 30. Ото I од Савоје        |  |  |  |  |  |  |  |  |  |  |  |  |  |  |  |
|  |                            |  |  |  |  |  |  |  |  |  |  |  |  |  |  |  |
|  |                            |  |  |  |  |  |  |  |  |  |  |  |  |  |  |  |
|  | 15. Аделаида Савојска      |  |  |  |  |  |  |  |  |  |  |  |  |  |  |  |
|  |                            |  |  |  |  |  |  |  |  |  |  |  |  |  |  |  |
|  |                            |  |  |  |  |  |  |  |  |  |  |  |  |  |  |  |
|  | 31. Аделаида од Сузе       |  |  |  |  |  |  |  |  |  |  |  |  |  |  |  |
|  |                            |  |  |  |  |  |  |  |  |  |  |  |  |  |  |  |
|  |                            |  |  |  |  |  |  |  |  |  |  |  |  |  |  |  |